# Hvannadalshnúkur
Hvannadalshnúkur, wym. [ˈkvanːatalsˌn̥ʲuːkʏr] – szczyt górski pochodzenia wulkanicznego położony w południowo-wschodniej Islandii, najwyższy szczyt kraju – według pomiarów z sierpnia 2005 roku wznosi się na 2109,6 m n.p.m.
Pierwszy raz zdobyty przez Norwega, Hansa Frisaka w 1813 r. Drugim zdobywcą szczytu był Anglik Fr. W. Howell w 1891 r.
Pod względem budowy geologicznej jest to typowy nek ryolitowy, pozostałość silnie zerodowanego wulkanu Öræfajökull. Wraz z sąsiednimi szczytami wznosi się jako nunatak nad powierzchnię lodowca Vatnajökull. Góra leży w rejonie Parku Narodowego Skaftafell.